# HMS Badger (1777)
Pour les autres navires du même nom, voir HMS Badger.
Le HMS Badger était un brick au service de la Royal Navy, la marine de guerre des Forces armées britanniques.

## Carrière
Le Badger était un des nombreux bateaux achetés à l'occasion de la Guerre d'indépendance des États-Unis. Le navire était auparavant un navire marchand américain nommé Defence et a été acheté en Jamaïque en novembre 1777 pour la somme de 1 540 £. Le navire vient en remplacement d'un autre bateau homonyme HMS Badger acheté l'année précédente mais qui finalement ne pouvait pas naviguer. Peu de précisions sont disponibles sur son armement mais il est probable qu'il possédait une douzaine de canons et aurait été capable d'accueillir jusqu'à 16 canons.
Son premier « Master and Commander » fut le Commander Michael Everett, qui dirigeait alors le même équipage que la version précédent du Badger. Le 8 décembre 1778 Sir Peter Parker transfère un jeune lieutenant du nom d'Horatio Nelson de son navire amiral, le HMS Bristol, en tant que nouveau commandant du Badger. C'est alors la première expérience de Nelson en tant que commandant sur un bateau de la Royal Navy et il prend officiellement le commandement du Badger en janvier 1778. Nelson et le HMS Badger passèrent la majeure partie de 1779 au large de la côte d'Amérique centrale, allant dans les colonies britanniques au Honduras et au Nicaragua, mais sans beaucoup d'interception de navires ennemis.
Nelson ne rencontre pas beaucoup de succès mais le 11 juin 1779 Parker décide d'élever le jeune de officier de 20 ans au rang de capitaine. Nelson remet le HMS Badger à Cuthbert Collingwood en attente de l'arrivée de son nouveau navire, une frégate capturée à la France de 28 canons et intégrée à la Royal Navy sous le nom de HMS Hinchinbrokegave him the command of the 28-gun frigate HMS Hinchinbroke.
Collingwood va commander le Badger jusqu'au début de 1780 et au mois de mars de cette année, il est remplacé par le Commandant Samuel Walker. Il ne reste en poste que quelques mois avant d'être à son tour remplacé au mois de septembre par le Commandant Richard Storey. Normalement, le commandement aurait dû revenir au Commandant Donald Sutherland mais il décède deux jours après sa prise de fonction le 9 septembre 1780. Le commandement du navire change une nouvelle fois en décembre avec la promotion du Commandant James Cornwallis puis du Lieutenant William Sykes entre janvier 1781 et mars 1782. Finalement, le HMS Badger est revendu en Jamaïque en juin 1782 pour 2 050 £.